# La Black
La Black de Levi est une piste de ski de slalom Coupe du monde de ski alpin en Finlande à Levi, en Laponie. À environ 170 kilomètres au nord du cercle polaire arctique, la piste a fait ses débuts en Coupe du monde en 2004.

## Coupe du monde
La piste est située à 258 mètres d'altitude, ce qui en fait la piste la deuxième piste la plus basse de la Coupe du monde de ski alpin, après l'Olympiabakken masculin à Kvitfjell, en Norvège.

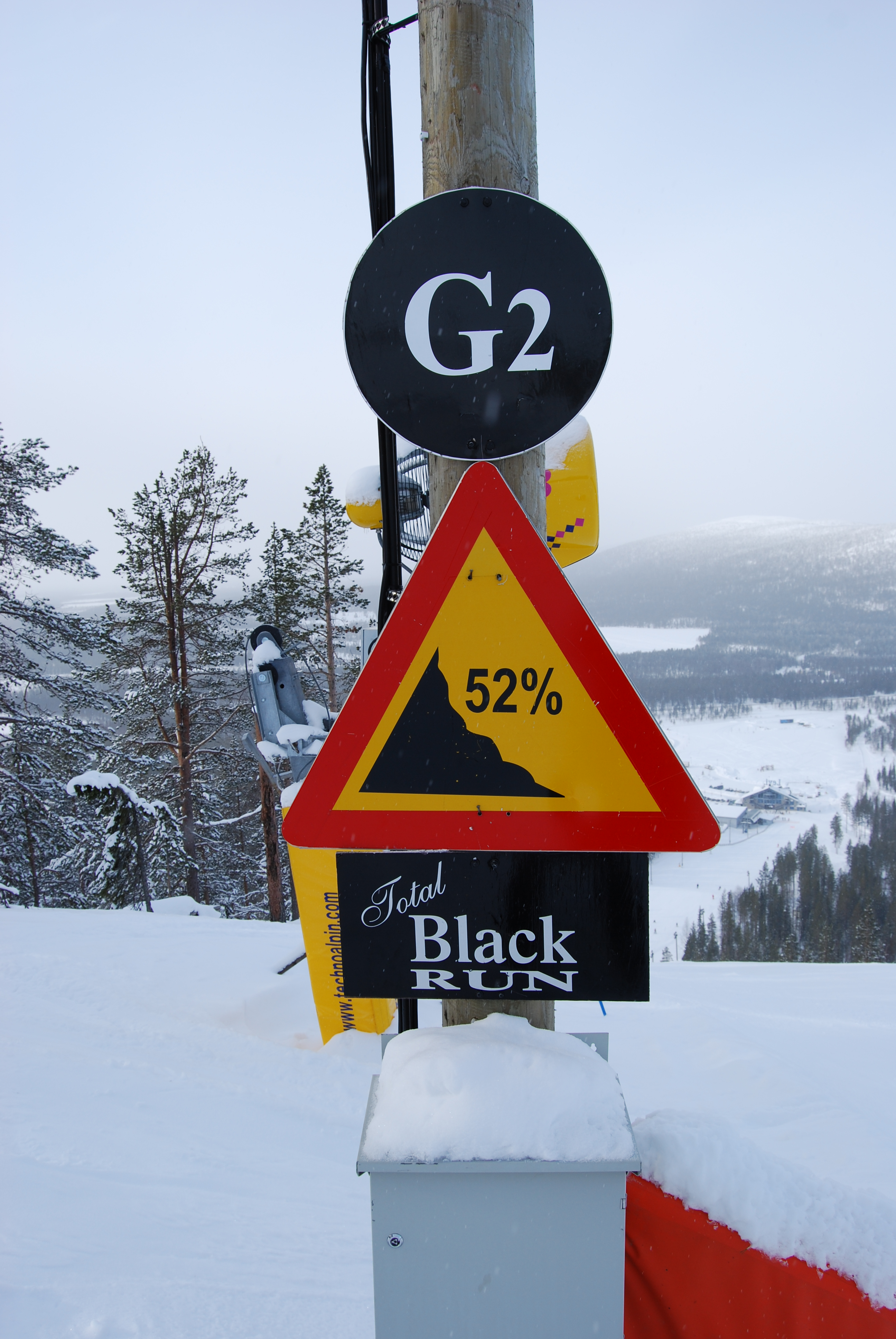
Une inclinaison maximale de 52%.

### Slalom féminin
| No.  | Date             | Winner                                                                          | Second                                                                          | Third                                                                           |
| ---- | ---------------- | ------------------------------------------------------------------------------- | ------------------------------------------------------------------------------- | ------------------------------------------------------------------------------- |
| 1107 | 28 février 2004  | Tanja Poutiainen                                                                | Elisabeth Görgl                                                                 | Maria Riesch                                                                    |
| 1108 | 29 février 2004  | Maria Riesch                                                                    | Elisabeth Görgl                                                                 | Martina Ertl                                                                    |
| 1176 | 10 mars 2006     | Anja Pärson                                                                     | Janica Kostelić                                                                 | Nicole Hosp                                                                     |
| 1777 | 11 mars 2006     | Janica Kostelić                                                                 | Anja Pärson                                                                     | Kathrin Zettel                                                                  |
| 1183 | 12 novembre 2006 | Marlies Schild                                                                  | Kathrin Zettel                                                                  | Nicole Hosp                                                                     |
|      | 10 novembre 2007 | course annulée et remplacée à par le slalom de Reiteralm le même jour           | course annulée et remplacée à par le slalom de Reiteralm le même jour           | course annulée et remplacée à par le slalom de Reiteralm le même jour           |
| 1253 | 15 novembre 2008 | Lindsey Vonn                                                                    | Maria Pietilä Holmner                                                           | Maria Riesch                                                                    |
| 1287 | 14 novembre 2009 | Maria Riesch                                                                    | Lindsey Vonn                                                                    | Tanja Poutiainen                                                                |
| 1319 | 13 novembre 2010 | Marlies Schild                                                                  | Maria Riesch                                                                    | Tanja Poutiainen                                                                |
|      | 12 novembre 2011 | manque de neige : course remplacée par le slalom de Flachau le 20 décembre 2011 | manque de neige : course remplacée par le slalom de Flachau le 20 décembre 2011 | manque de neige : course remplacée par le slalom de Flachau le 20 décembre 2011 |
| 1389 | 10 novembre 2012 | Maria Riesch                                                                    | Tanja Poutiainen                                                                | Mikaela Shiffrin                                                                |
| 1424 | 16 novembre 2013 | Mikaela Shiffrin                                                                | Maria Riesch                                                                    | Tina Maze                                                                       |
| 1456 | 15 novembre 2014 | Tina Maze                                                                       | Frida Hansdotter                                                                | Kathrin Zettel                                                                  |
|      | 14 novembre 2015 | manque de neige : course remplacée par le slalom d'Aspen le 28 novembre 2015    | manque de neige : course remplacée par le slalom d'Aspen le 28 novembre 2015    | manque de neige : course remplacée par le slalom d'Aspen le 28 novembre 2015    |
| 1528 | 12 novembre 2016 | Mikaela Shiffrin                                                                | Wendy Holdener                                                                  | Petra Vlhová                                                                    |
| 1565 | 11 novembre 2017 | Petra Vlhová                                                                    | Mikaela Shiffrin                                                                | Wendy Holdener                                                                  |
| 1603 | 17 novembre 2018 | Mikaela Shiffrin                                                                | Petra Vlhová                                                                    | Bernadette Schild                                                               |
| 1638 | 23 novembre 2019 | Mikaela Shiffrin                                                                | Wendy Holdener                                                                  | Katharina Truppe                                                                |
| 1668 | 21 novembre 2020 | Petra Vlhová                                                                    | Mikaela Shiffrin                                                                | Katharina Liensberger                                                           |
| 1669 | 22 novembre 2020 | Petra Vlhová                                                                    | Michelle Gisin                                                                  | Katharina Liensberger                                                           |
| 1700 | 20 novembre 2021 | Petra Vlhová                                                                    | Mikaela Shiffrin                                                                | Lena Dürr                                                                       |
| 1701 | 21 novembre 2021 | Petra Vlhová                                                                    | Mikaela Shiffrin                                                                | Lena Dürr                                                                       |
| 1735 | 19 novembre 2022 | Mikaela Shiffrin                                                                | Anna Swenn-Larsson                                                              | Petra Vlhová                                                                    |
| 1736 | 20 novembre 2022 | Mikaela Shiffrin                                                                | Wendy Holdener                                                                  | Petra Vlhová                                                                    |

### Slalom hommes
| No.  | Date             | Winner                                                                          | Second                                                                          | Third                                                                           |
| ---- | ---------------- | ------------------------------------------------------------------------------- | ------------------------------------------------------------------------------- | ------------------------------------------------------------------------------- |
| 1262 | 12 novembre 2006 | Benjamin Raich                                                                  | Markus Larsson                                                                  | Giorgio Rocca                                                                   |
|      | 11 novembre 2007 | course annulée et remplacée à par le slalom de Reiteralm le même jour           | course annulée et remplacée à par le slalom de Reiteralm le même jour           | course annulée et remplacée à par le slalom de Reiteralm le même jour           |
| 1339 | 16 novembre 2008 | Jean-Baptiste Grange                                                            | Bode Miller                                                                     | Mario Matt                                                                      |
| 1375 | 15 novembre 2009 | Reinfried Herbst                                                                | Ivica Kostelić                                                                  | Jean-Baptiste Grange                                                            |
| 1408 | 14 novembre 2010 | Jean-Baptiste Grange                                                            | André Myhrer                                                                    | Ivica Kostelić                                                                  |
|      | 13 novembre 2011 | manque de neige : course remplacée par le slalom de Flachau le 20 décembre 2011 | manque de neige : course remplacée par le slalom de Flachau le 20 décembre 2011 | manque de neige : course remplacée par le slalom de Flachau le 20 décembre 2011 |
| 1489 | 11 novembre 2012 | André Myhrer                                                                    | Marcel Hirscher                                                                 | Jens Byggmark                                                                   |
| 1523 | 17 novembre 2013 | Marcel Hirscher                                                                 | Mario Matt                                                                      | Henrik Kristoffersen                                                            |
| 1557 | 16 novembre 2014 | Henrik Kristoffersen                                                            | Marcel Hirscher                                                                 | Felix Neureuther                                                                |
|      | 15 novembre 2015 | manque de neige : course remplacée par le slalom d'Aspen le 28 novembre 2015    | manque de neige : course remplacée par le slalom d'Aspen le 28 novembre 2015    | manque de neige : course remplacée par le slalom d'Aspen le 28 novembre 2015    |
| 1638 | 13 novembre 2016 | Marcel Hirscher                                                                 | Michael Matt                                                                    | Manfred Mölgg                                                                   |
| 1673 | 12 novembre 2017 | Felix Neureuther                                                                | Henrik Kristoffersen                                                            | Mattias Hargin                                                                  |
| 1709 | 18 novembre 2018 | Marcel Hirscher                                                                 | Henrik Kristoffersen                                                            | André Myhrer                                                                    |
| 1748 | 24 novembre 2019 | Henrik Kristoffersen                                                            | Clément Noël                                                                    | Daniel Yule                                                                     |
|      | 22 novembre 2020 | annulée et remplacée le 30 janvier 2021                                         | annulée et remplacée le 30 janvier 2021                                         | annulée et remplacée le 30 janvier 2021                                         |